# Cầu dẫn nước
Cầu dẫn nước hoặc Cầu máng (Aqueduct (a-kwe-,dekt) theo tiếng Anh hoặc Aqueduc theo tiếng Pháp, từ aquaeductus theo tiếng Latinh)  là 1 hệ thống dẫn và cung cấp nước. Vào thời kỳ cổ đại, người xưa sử dụng những phương thức như cầu, hoặc cầu cạn, để đưa nước vượt 1 quãng đường trên không trung (thường là băng qua 1 thung lũng). Thời hiện đại, chúng ta sử dụng những hệ thống ống dẫn, rãnh, kênh đào, đường hầm... để phục vụ cho mục đích này. Những cầu dẫn nước lớn thậm chí còn được dùng để lưu chuyển thuyền bè. Từ Aqueduct bắt nguồn từ tiếng Latin aqua (nước) và ducere (nghĩa là dẫn đi)

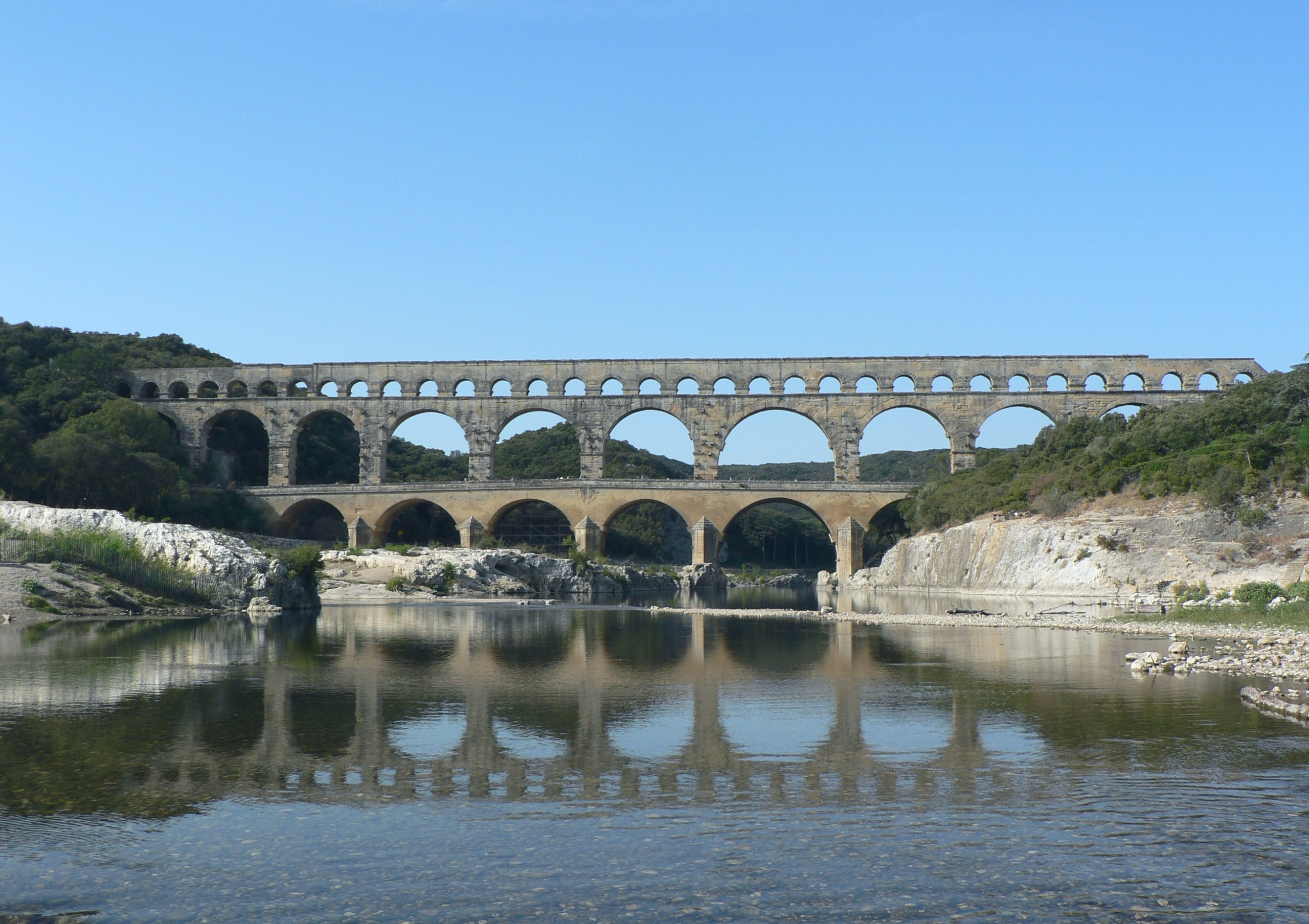
Pont du Gard, Pháp, xây dựng vào khoảng thế kỷ 1

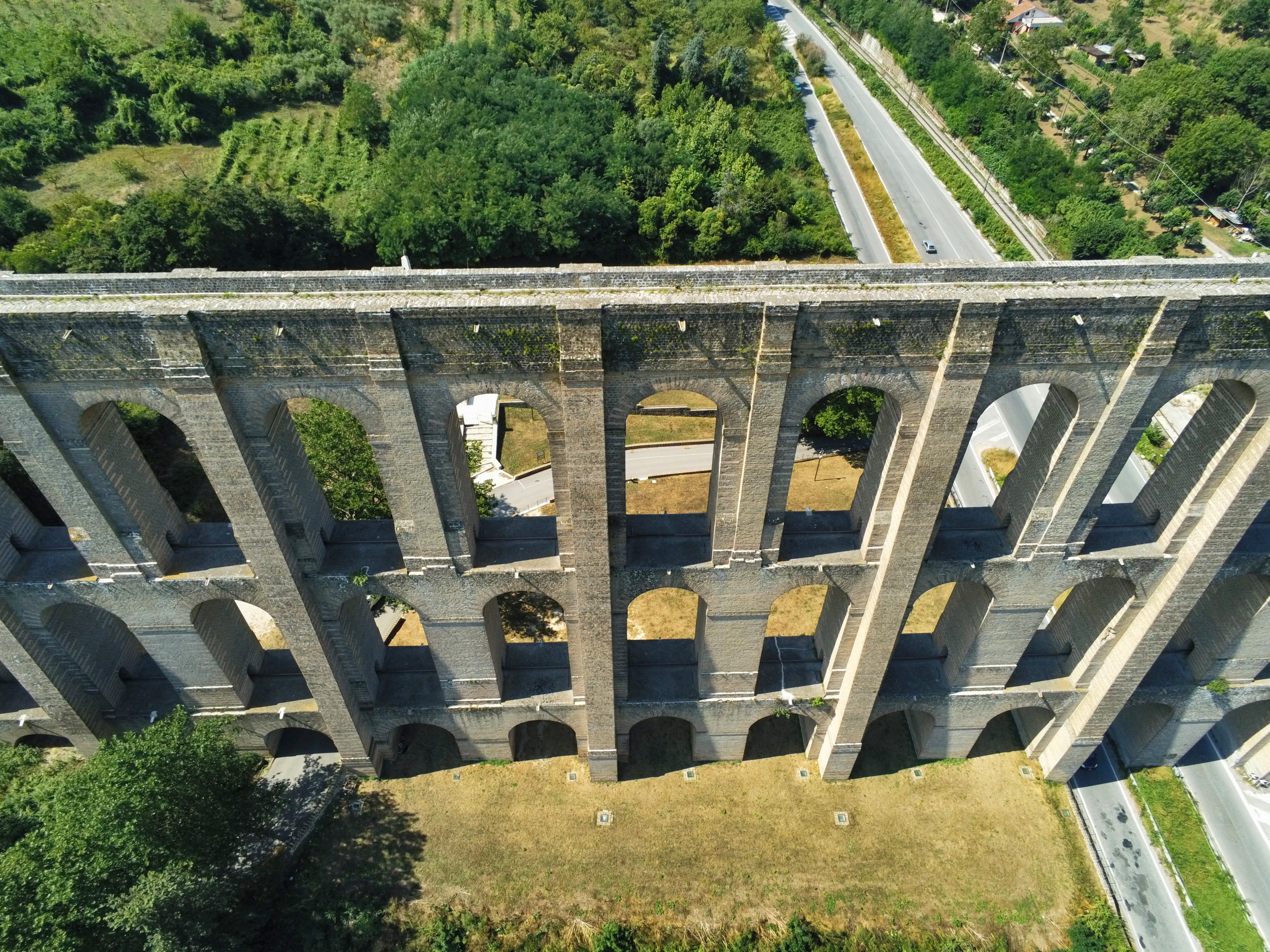
Cầu máng Vanvitelli

## Cầu dẫn nước thời cổ đại
Mặc dù được gắn với thời kỳ của người La Mã cổ đại, ít ai biết rằng cầu dẫn nước đã được xây dựng từ rất lâu trước đó ở Hy Lạp, Trung Á và tiểu lục địa Ấn Độ, nơi người Ai Cập và Ấn Độ cổ đại xây dựng những hệ thống tưới tiêu phức tạp. Cầu dẫn nước kiểu La Mã đã được sử dụng vào khoảng thế kỷ thứ 7 TCN, đó là cầu dẫn nước bằng đá vôi của người Assyria ở vùng Tiểu Á - dài tương đương 3 sân bóng đá, rộng bằng đường cao tốc 4 làn - băng qua 1 thung lũng dẫn đến thủ đô của họ, Nineveth.

### Người Aztec
Ở Tân Thế giới, vào khoảng thế kỷ thứ 2, khi thủ đô của người Aztec, Tenochtítlan được khám phá, người ta thấy nó được cung cấp nước bởi 2 cầu dẫn nước dẫn nước từ núi vào.

### Ấn Độ Cổ Đại

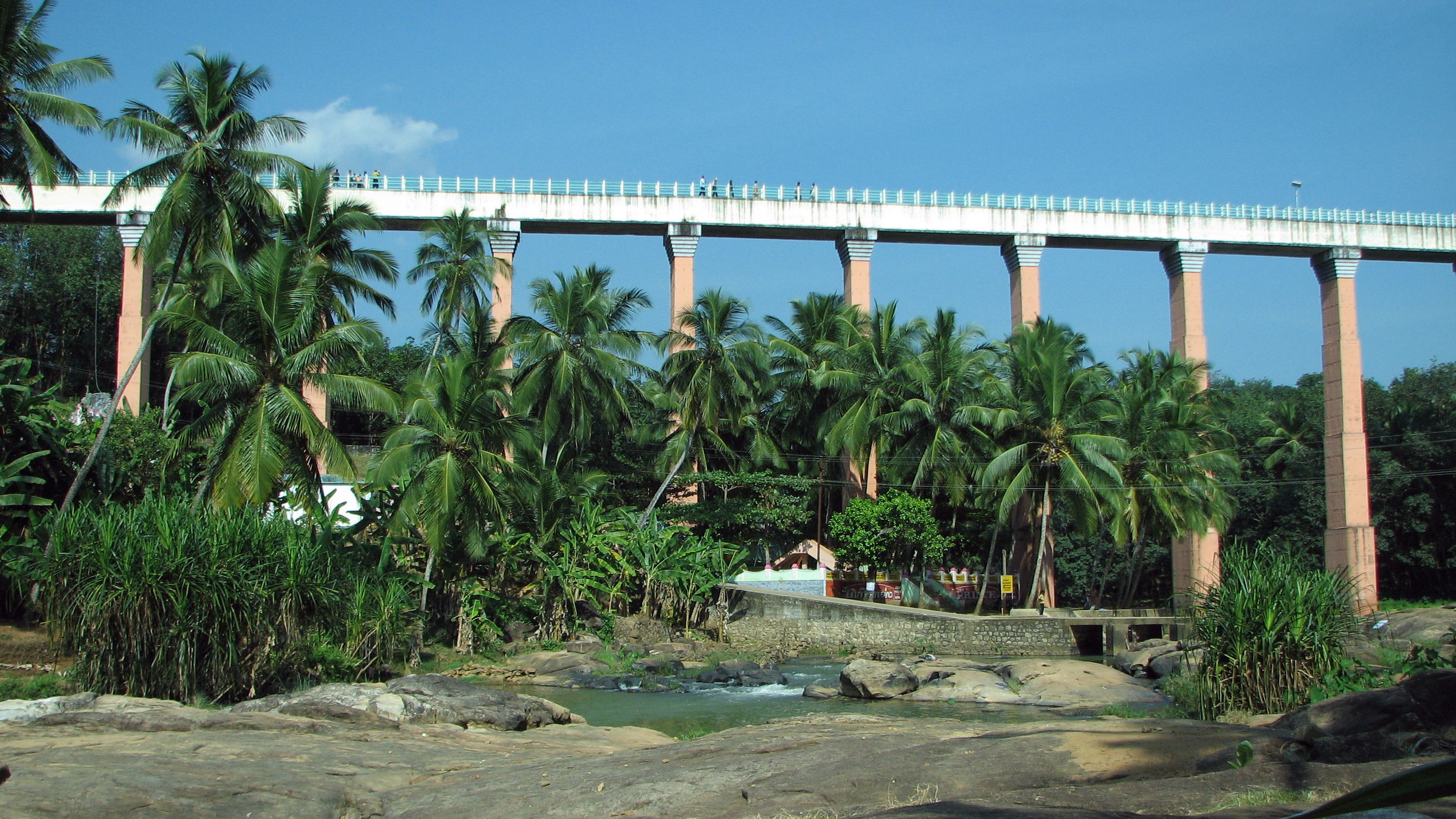
Mathur Hanging Trough Bridge ở Ấn Độ

Tiểu lục địa Ấn Độ được xem là nơi có các cầu dẫn nước sớm nhất. Những bằng chứng có thể được tìm thấy ở nơi ngày nay là Hampi, Karnataka. Những cầu dẫn nước khổng lồ gần sông Tungabhadra cung cấp nước tưới tiêu, từng dài đến 24 km. Có đường dẫn nước cung cấp cho những nhà tắm hoàng gia.

### NgườiOman&Ba Tư(Persian)

Mặt cắt qua một Quanat

Ở Oman từ thời kỳ đồ sắt đã có 1 hệ thống đường dẫn nước ngầm được gọi là Falaj (người Ba Tư thì gọi là Quanat). Falaj là 1 hệ thống gồm những đường hầm ngầm, hơi dốc thoải, đưa nước ngầm từ dưới sâu trung các dãy núi dẫn ra những nơi trồng trọt chăn nuôi. Dọc theo đường ống ngầm là các giếng đào để lấy nước sinh hoạt. Hệ thống này giúp dẫn nước qua sa mạc khô cằn mà hạn chế thoát nước tối đa do nước chảy dưới đất sâu, không chịu ảnh hưởng bởi cái nóng.

Có ba loại Falaj
- Daudi (داوودية) với cống dẫn nước ngầm
- Ghaili (الغيلية) có một con đập để thu nhận nước
- Aini (العينية) có nguồn là một con suối

Những hệ thống này giúp phát triển 1 ngành nông nghiệp vĩ mô ở những nơi khô cằn

### La Mã cổ đại

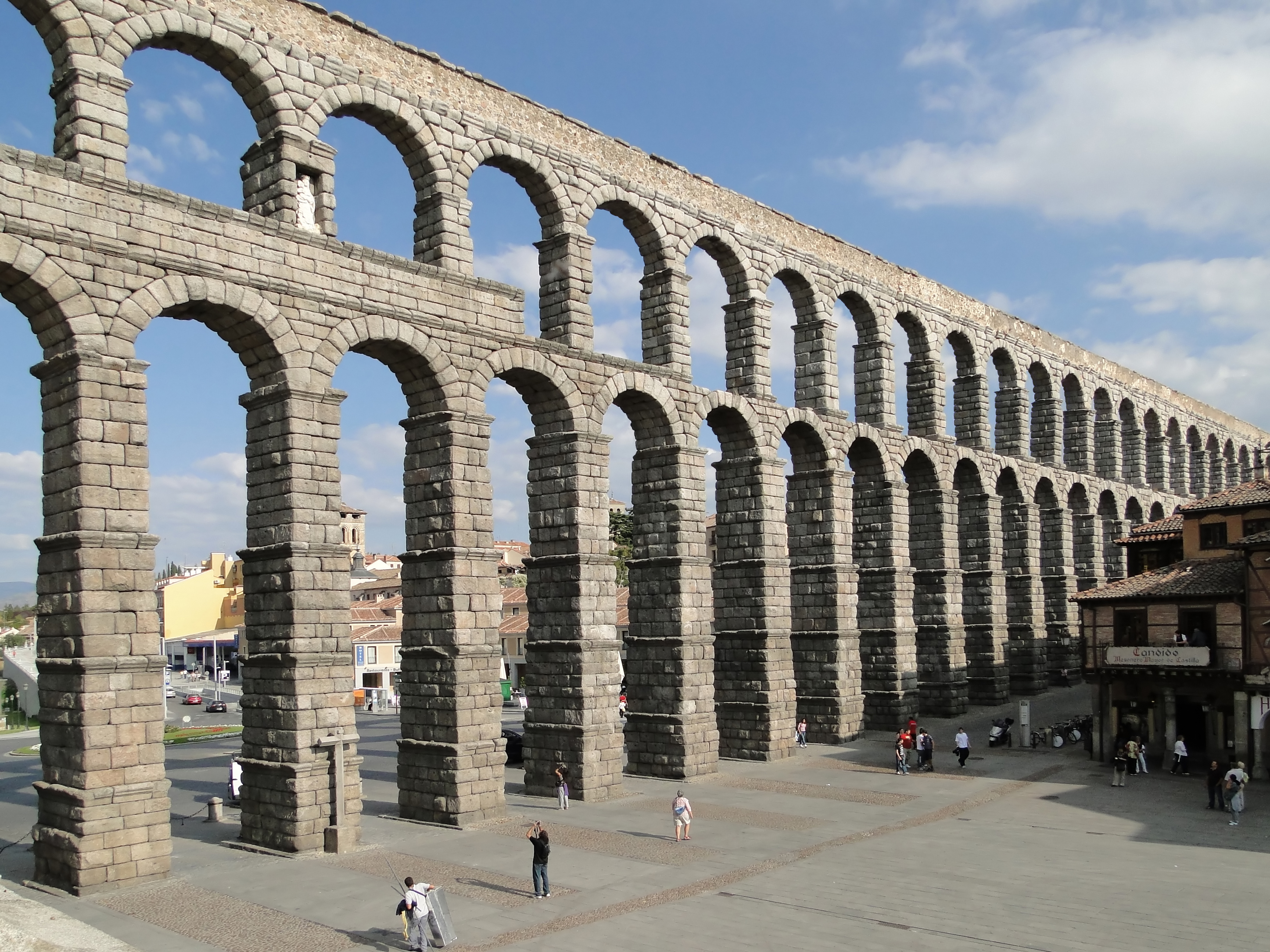
Cầu máng Segovia ở Segovia, Tây Ban Nha

Người La Mã xây dựng các đường ống dẫn nước hầu hết khắp nơi trong lãnh thổ của mình, từ những vùng đất của người Đức ngày nay cho đến Bắc Phi, đặc biệt là ở thành Roma, với các đường dẫn nước dài tổng cộng 415 km. Với việc xây dựng các hệ thống cầu dẫn nước như Pont du Gard, Cầu máng Segovia, người La Mã cũng đã thiết lập nên 1 nền tảng kỹ thuật mà hơn 1000 năm sau vẫn chưa ai vượt qua được.

### Nam Mỹ

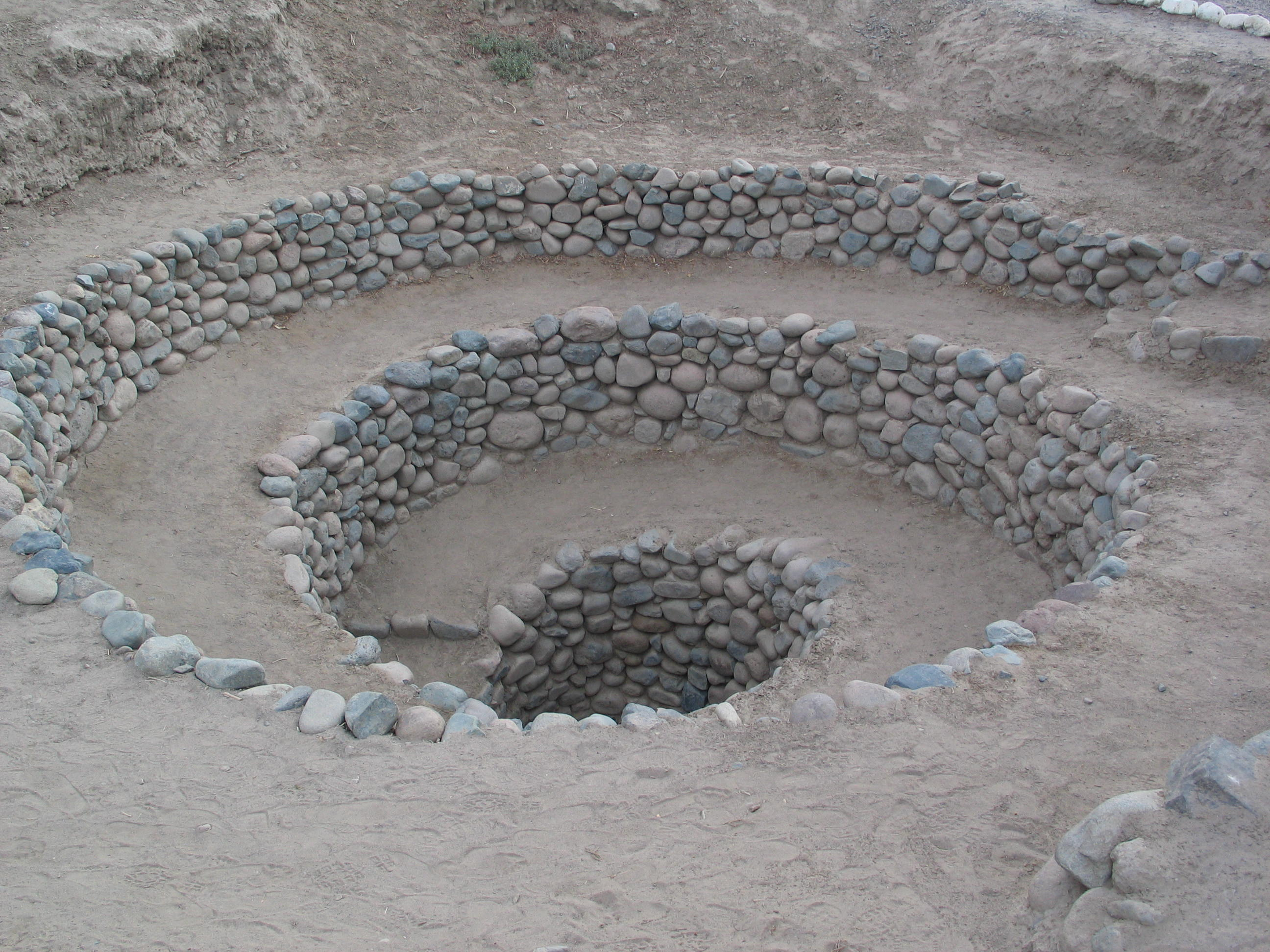
Puquios aqueduct ở Nazca, Peru

Gần ngôi làng Nazca của người Peru có 1 hệ thống dẫn nước (aqueduct) được xây dựng vào thời Tiền Columbus mà đến ngày nay vẫn còn được sử dụng. Chúng được xây bằng đá đặt phức tạp, một loại vật liệu được dùng phổ biến bởi văn minh Nazca. Thời gian xây dựng thì ước tính vào khoảng 540-552 sau CN, nhưng vẫn còn đang tranh cãi.

## Cầu dẫn nước thời hiện đại

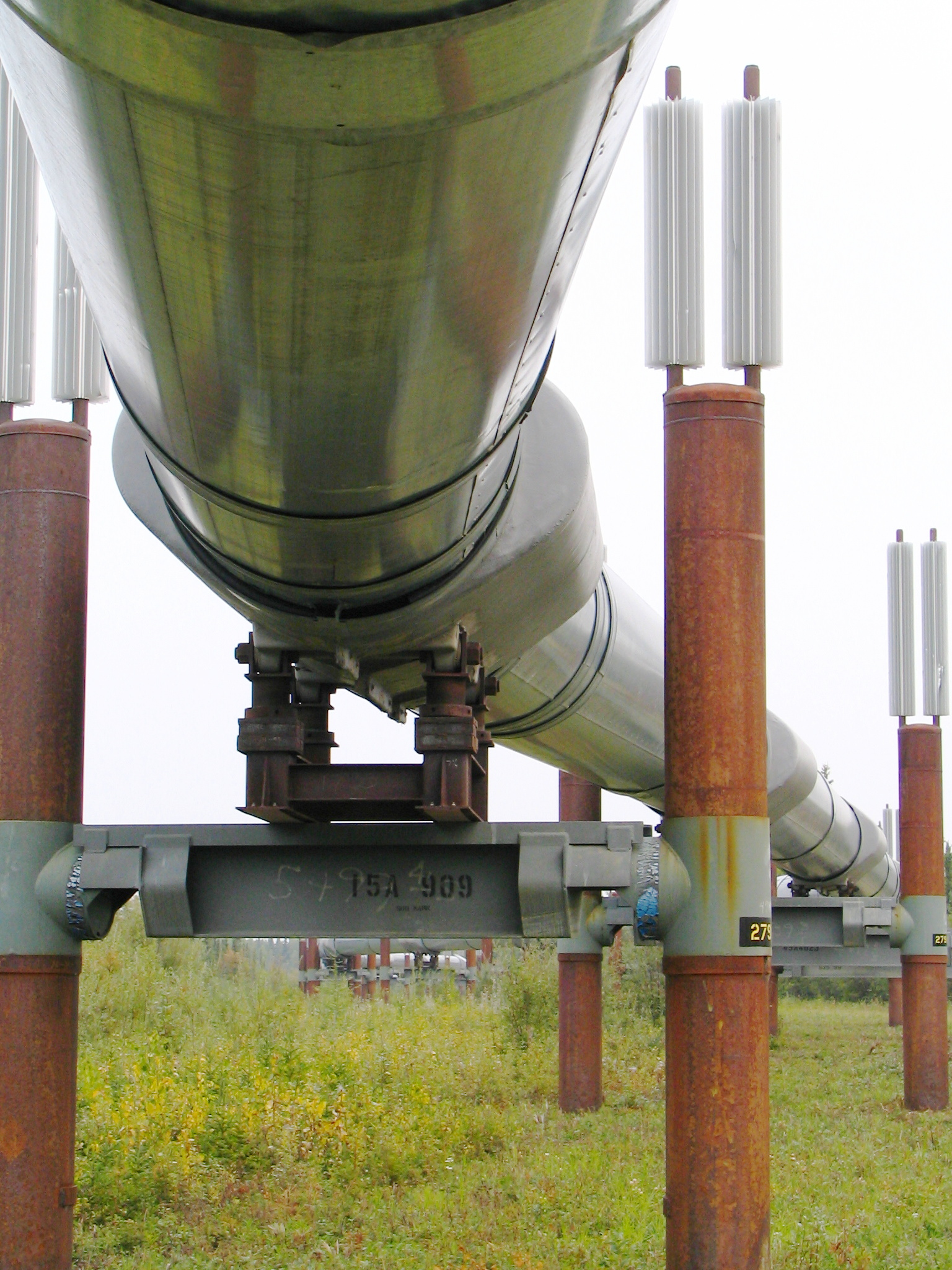
Alaska Pipeline

Ở thời hiện đại, những cầu dẫn nước lớn nhất được xây dựng ở Mỹ để cung cấp nước cho những thành phố khổng lồ ở đó. Catskill Aqueduct mang nước đến thành phố New York từ khoảng cách hơn 190 km. Colorado River Aqueduct mang nước từ con sông Colorado đến thành phố Los Angeles cách đó 400 km. California Aqueduct dài 714.5 km từ châu thổ sông Sacramento-San Joaquin đến hồ Perris. Central Arizona Project là hệ thống aqueduct lớn nhất và tốn kém nhất ở Mỹ, dài 336 dặm (531 km) từ một nơi gần Parker, Arizona đến khu dân cư Phoenix và Tuscon.
Cầu dẫn nước thời hiện đại là những đường ống dẫn nước trên những cây cầu đỡ.

## Sử dụng
Trong lịch sử, những nền văn minh nông nghiệp xây dựng những đường dẫn nước (aqueduct) để tưới tiêu đồng ruộng.
Một mục đích khác là để cung cấp nước uống. Một vài cầu dẫn nước của người La Mã đến nay vẫn cung cấp nước cho thành Roma. Ở California, Mỹ, 3 cầu dẫn nước cung cấp nước cho thành phố. 2 dẫn nước từ sông Owens, 1 từ sông Colorado.
Hiện nay cầu dẫn nước dùng để vận chuyển, chủ yếu là cho những tàu lan can vượt khe núi hoặc thung lũng. Trong cuộc cách mạng Công nghiệp vào TK 18, cầu dẫn nước được xây dựng như một phần của sự bùng nổ trong xây dựng kênh đào. Các dự án xây dựng công trình dân dụng hiện nay thường yêu cầu nghiên cứu chi tiết và phân tích việc mở các dòng chảy để kiểm soát lũ. 1 hệ thống lớn cung cấp nước sẽ được xem xét.
Trong quá khứ, cầu dẫn nước thường được xây bằng đất hoặc các vật liệu xốp khác, do đó một số lượng lớn nước thất thoát. Khi nước càng trở nên khan hiếm, những hệ thống này mới được xây dựng bằng bê tông, polyme hoặc đất không thấm nước.
Trong một số trường hợp, 1 đường dẫn nước mới (aqueduct) sẽ được xây song song vì hệ thống cũ không thể ngừng hoạt động trong lúc xây dựng.

## Các cầu dẫn nước đáng chú ý

### Hy Lạp
Eupalinian cầu dẫn nước trên đảo Samos.

### La Mã
- Pont du Gard miền nam nước Pháp
- Barbegal aqueduct, Pháp

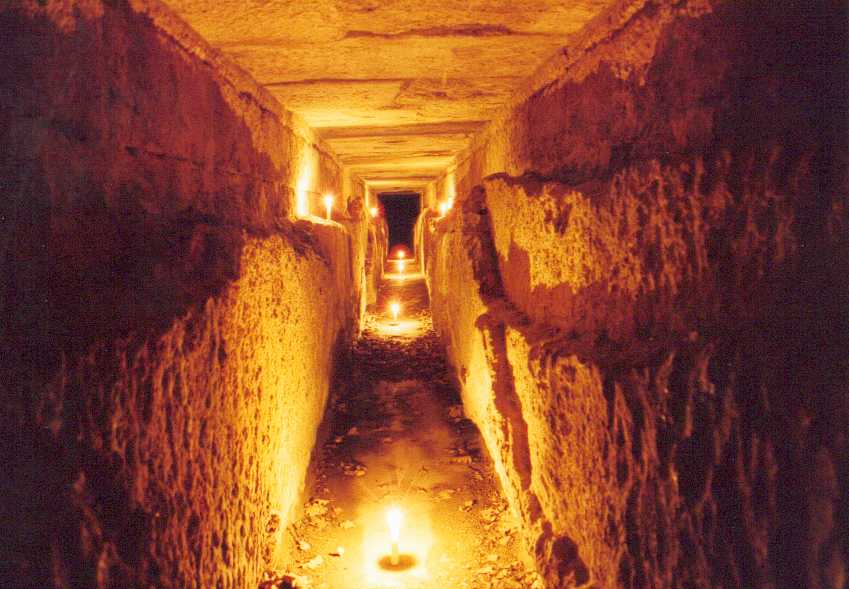
Pont du Gard, Pháp. Bên trong cầu dẫn nước

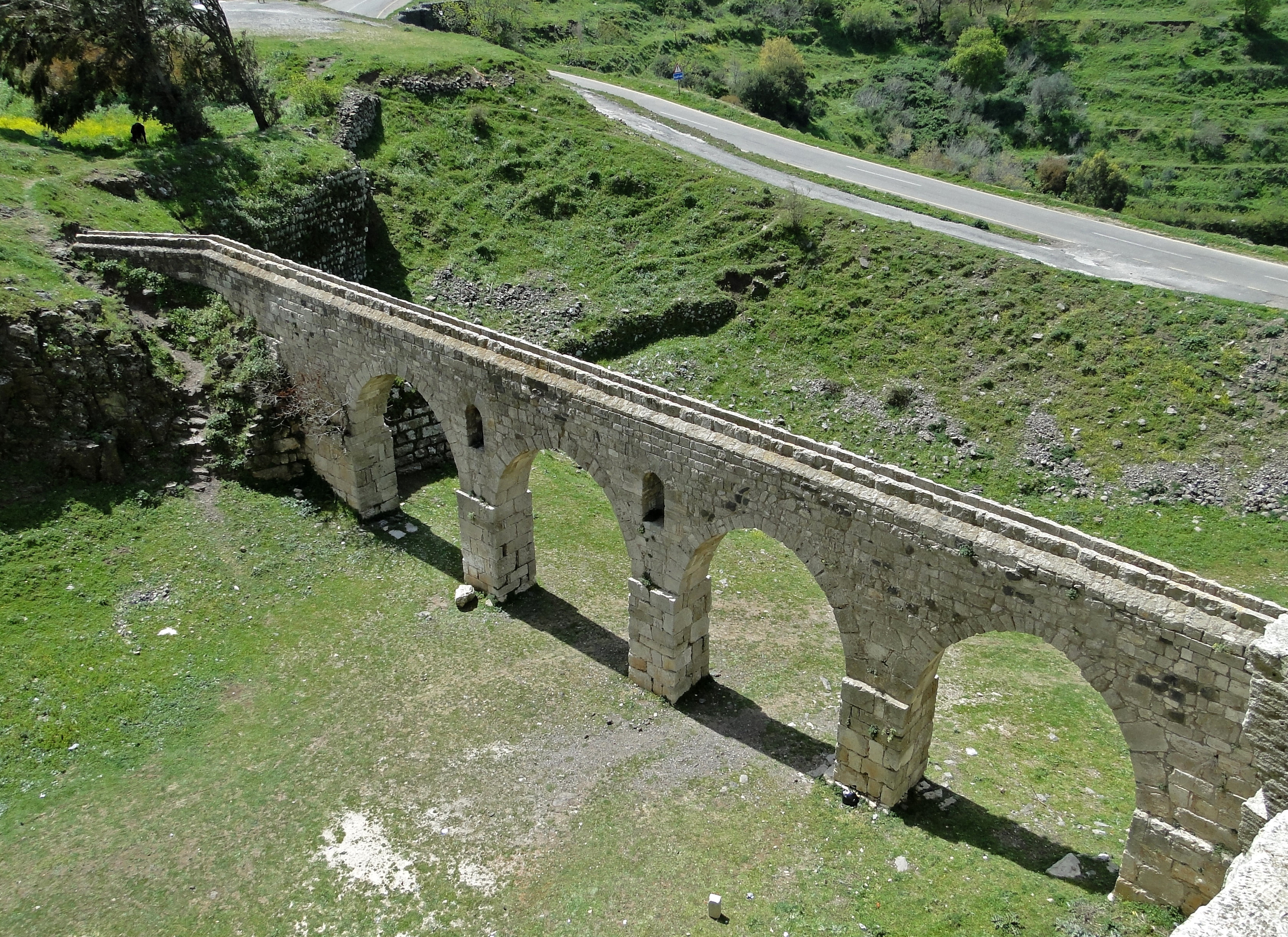
Một cầu máng dân nước tại Lâu đài Krak des Chevaliers, Syria

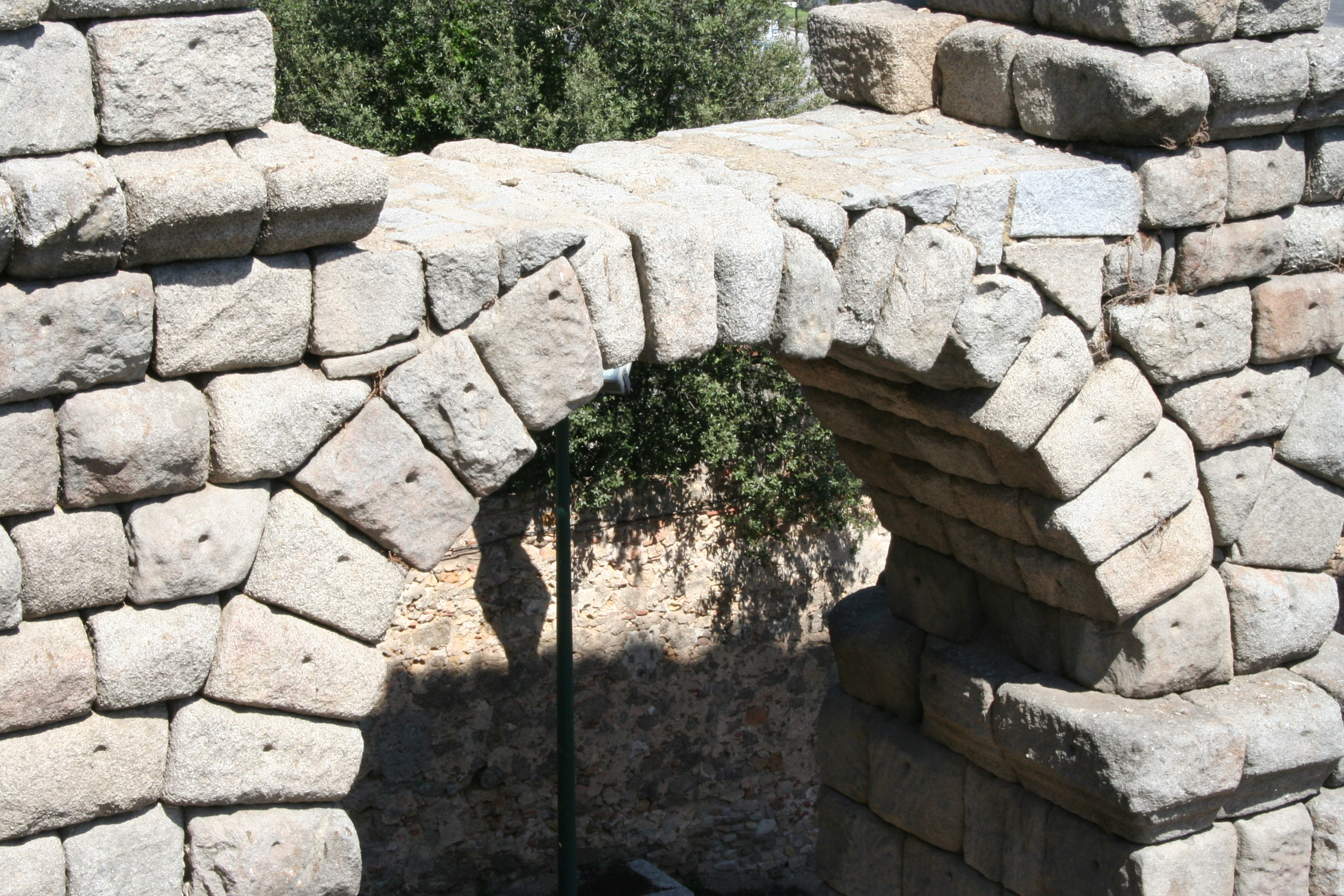
kết cấu vòm, Segovia

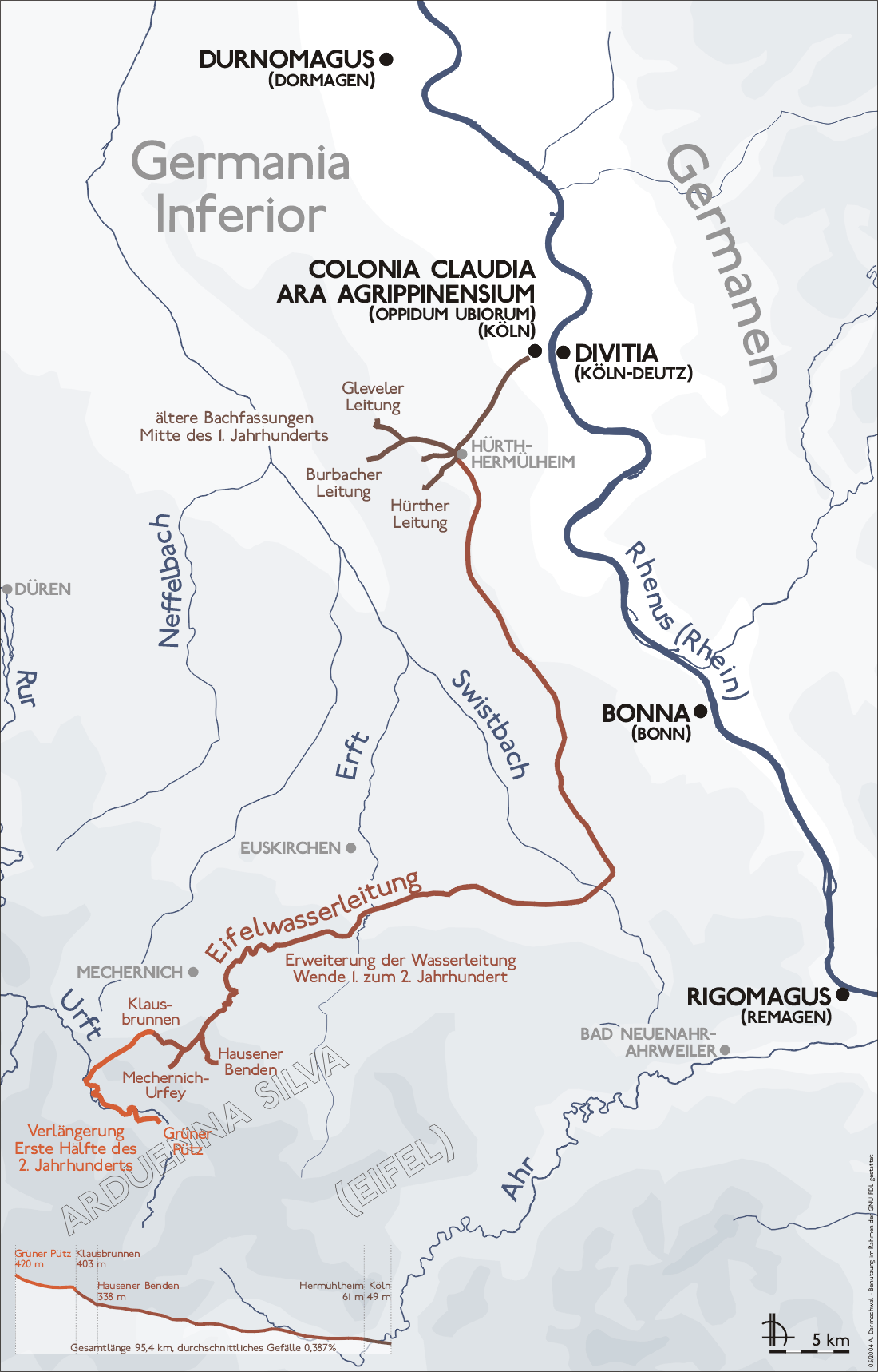
Eifel Aqueduct

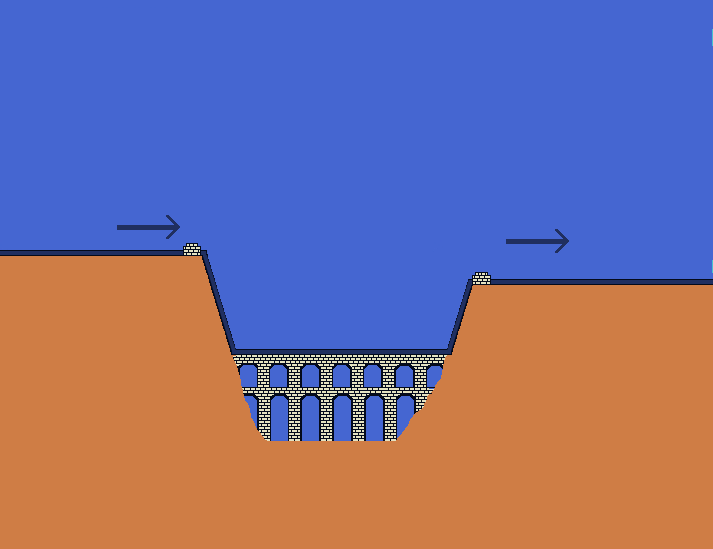
Siphon

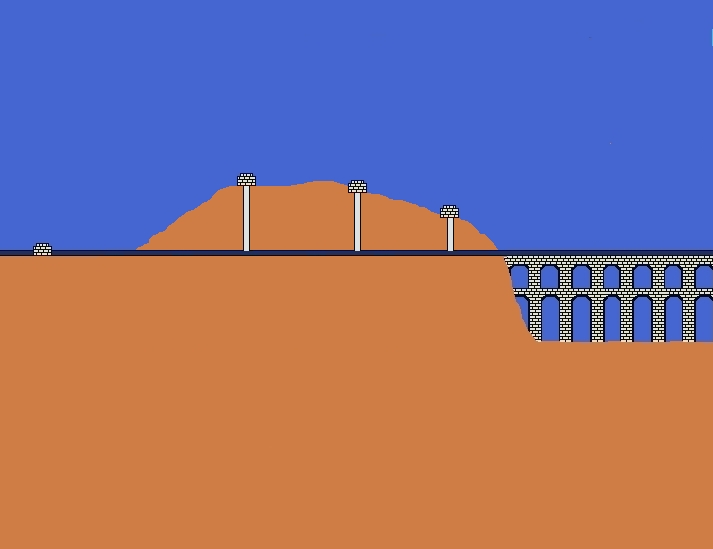
hầu hết cầu dẫn nước nằm dưới lòng đất, đôi khi phải đào hầm qua núi. Vài chỗ có giếng bảo trì

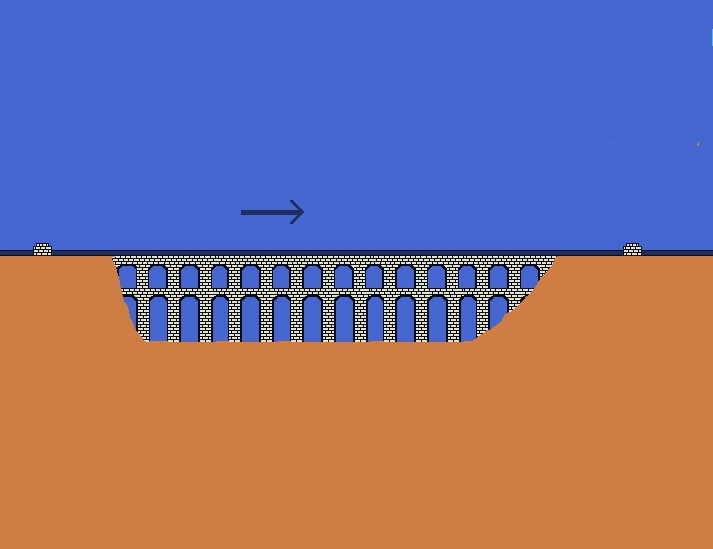
Cầu dẫn nước. Đây là đoạn hệ thống dẫn nước lộ ra ngoài. Thường là đi qua 1 thung lũng

- Aqueduto de São Sebastião, Coimbra, Bồ Đào Nha
- Santa Clara Aqueduct, Vila do Conde, Bồ Đào Nha
- Eifel aqueduct, Đức
- Caesarea Maritima, Israel
- Kavala, Hy Lạp
- Patras, Hy Lạp
- Segovia Aqueduct, Tây Ban Nha
- Acueducto de los Milagros, Mérida, Tây Ban Nha
- Tarragona, Tây Ban Nha
- Almuñécar, Tây Ban Nha (5 aqueducts – 4 vẫn đang sử dụng)
- Valens Aqueduct, Istanbul, Thổ Nhĩ Kỳ
- Aqua Augusta, Ý
- Aqua Claudia và Anio Novus, là một phần của Porta Maggiore, Roma, ý
- Skopje Aqueduct, Skopje, Cộng Hòa Macedonia

### Những cầu dẫn nước khác
- Wignacourt Aqueduct, Malta. Xây dựng vào thế kỷ 16 để vận chuyển nước từ thủ đô cũ của Malta, Mdina đến thủ đô mới Valletta. Ngày nay, chỉ còn lại một phần ở các địa phương Balzan, Birkirkara và Santa Venera.
- Aqueduct St-Clément, Montpellier, Pháp – thế kỷ 17th
- Águas Livres Aqueduct, Lisboa, Bồ Đào Nha (xây vào năm 1731–1748)
- Aqueduto de Óbidos, Óbidos, Bồ Đào Nha (xây vào năm 1570)
- Aqueduto da Amoreira, Amoreira, Bồ Đào Nha (xây vào năm 15370)
- Aqueduto de Setúbal, Setúbal, Bồ Đào Nha (xây vào năm 1696)
- Aqueduto dos Pegões, Tomar, Bồ Đào Nha (xây vào năm 1593)
- Água de Prata Aqueduct, Évora, Bồ Đào Nha (xây vào năm 1531–1537)
- Carioca Aqueduct, Rio de Janeiro, Brasil (xây vào năm 1744–1750)
- Aqueduct of Teruel, Tây Ban Nha
- Roquefavour aqueduct, Pháp – xây vào khoảng năm 1842 và 1847
- Winnipeg Aqueduct, Manitoba, Canada – xây vào khoảng năm 1915 và 1919
- Canal de l'Aqueduc, Quebec, Canada
- Päijänne Water Tunnel, 1 aqueduct dài 120 km dưới lòng đất (nối tiếp đường hầm) nối hồ Päijänne đến Greater Helsinki.
- Wan Mat Saman Aqueduct, Kedah, Malaysia – xây vào khoảng năm 1900 và 1909
- Mathur Aqueduct ở bang Tamilnadu, India
- cầu dẫn nước kiểu Tây Ban Nha còn tồn tại ở Mexico:

o Querétaro aqueduct, México – xây vào khoảng năm 1726 và 1738, dài 1.3 km và gồm 74 cổng vòm.
o Morelia aqueduct, Michoacán, xây vào khoảng năm 1735 và 1738.
o Acámbaro aqueduct, Guanajuato, xây vào năm 1528 [4].
o Chapultepec aqueduct, Mexico D.F
- Levadas, 1,350 miles (2,170 km) của aqueducts TK 17 trên đảo Madeira của Bồ Đào Nha.
- Espada Aqueduct, xây vào năm 1735, San Antonio, Texas, Hoa Kỳ.
- Quabbin Aqueduct, đường hầm dài 24.6 miles (39.6 km), ở Massachusetts, Hoa Kỳ.
- Aqueduct thung lũng Chicopee, dài 13.1 miles (21.1 km), Massachusetts, Hoa Kỳ.
- Central Arizona Project Aqueduct
- California Aqueduct, dài 444 miles (khoảng 714.5 km) 1 sự kết hợp của kênh đào,ống dẫn vàđường hầm, Hoa Kỳ.
- Delaware Aqueduct, bang New York, Hoa Kỳ – dài 85 dặm (137 km), đường hầm nối tiếp dài nhất thế giới.
- High Bridge, một phần của Croton Aqueduct cũ, xây vào năm 1848, là cây cầu lâu đời nhất vẫn tồn tại ở thành phố New York.
- Sooke Flowline nằm trên đảo Vancouver, Canada, dài 44 km, đường ống bê tông trọng lực, cung cấp nước cho thành phố Victoria trong 55 năm.
- National Water Carrier of Israel ở Israel, là 1 hệ thống dài 130 km gồm những ống dẫn khổng lồ, kênh đào mở, đường hầm, bể chứa nước và những trạm bơm lớn để vận chuyển nước từ Biển Galilee ở phía Bắc đất nước đến khu đông dân cư ở trung tâm và khu đất khô cằn phía Nam, xây vào khoảng 1953 và 1964.